# Boso (biskup Turynu)
Boso lub Bosone (zm. 30 kwietnia, prawdopodobnie 1130) – włoski kardynał i biskup Turynu.
Został powołany do Kolegium Kardynalskiego przez papieża Paschalisa II pod koniec pierwszej dekady XII wieku (ok. 1109). 2 stycznia i 13 lutego 1113 sygnował bulle papieskie jako kardynał-diakon, a od 13 października 1113 do 11 marca 1120 jako kardynał-prezbiter S. Anastasiae. W 1114–1115 z ramienia Paschalisa II brał udział w zwycięskiej wyprawie floty pizańskiej przeciwko kontrolowanej przez Saracenów Majorce. W latach 1116–1118 działał jako legat papieski w południowej Francji i Hiszpanii. W lutym 1117 przewodniczył synodowi w Burgos. Prawdopodobnie po śmierci Paschalisa II (21 stycznia 1118) przerwał swoją legację, gdyż w grudniu 1118 jest poświadczony w otoczeniu nowego papieża Gelazjusza II w Orange. 2 lutego 1119 brał udział w papieskiej elekcji w Cluny, w wyniku której papieżem został Kalikst II. Do wiosny 1120 towarzyszył nowemu papieżowi w jego podróżach po Francji, następnie jednak ponownie został wysłany jako legat do Hiszpanii. W 1121 odwiedził Santiago de Compostela i przewodniczył synodowi w Sahagun.
W 1122 roku kardynał Boso został mianowany biskupem Turynu, co w owym czasie oznaczało automatycznie opuszczenie przez niego Kolegium Kardynalskiego. 13 grudnia 1122 wystawił przywilej na rzecz duchowieństwa swojej diecezji. W grudniu 1125 brał udział w synodzie prowincjonalnym w Mediolanie. Późniejszych wzmianek na jego temat brak. Jeden z nekrologów odnotował jego zgon w dniu 30 kwietnia, ale bez podania roku. O jego następcy Hubercie wiadomo jedynie, że 30 maja 1135 został deponowany przez papieża Innocentego II jeszcze przed otrzymaniem sakry biskupiej, przy czym diecezja turyńska wakowała wówczas już od 5 lat. Boso najprawdopodobniej umarł więc w roku 1130.